# Ymer Dishnica
Ymer Dishnica (nevének ejtése ymɛɾ diʃnit͡sa; Dishnica, 1912. február 21. – Tirana, 1998. szeptember 22.) albán kommunista politikus, orvos, patológus, Esat Dishnica politikus unokaöccse. Közreműködött az Albán Kommunista Párt alapításánál (1941), majd a párt vezetőségéhez tartozott. A rivális Nemzeti Front képviselőivel 1943 augusztusában kötött mukjei egyezmény aláírásáért pozíciója megrendült. Bár a kommunista hatalomátvételt követően Albánia történetének első egészségügyi minisztere (1944–1946), majd az albán nemzetgyűlés elnöke (1946–1947) lehetett, 1948-ban kizárták a pártból. 1950-től Beratban élt rendőri felügyelet alatt álló internáltként, a helyi kórház orvosaként dolgozott.

## Életútja
A Korça melletti Dishnicában született. Középiskolai tanulmányait 1932-ben fejezte be a korçai francia gimnáziumban, majd nyolc éven keresztül, 1941-ig – patológiára szakosodva – orvosi tanulmányokat folytatott Lyon és Párizs egyetemein.

### A második világháborúban
Hazatérését követően csatlakozott a korçai kommunisták csoportjához. 1941 novemberében a korçai küldöttség tagjaként részt vett az Albán Kommunista Párt megalapításában, és az ideiglenes központi bizottság tagja lett. Beválasztották az 1942 szeptemberében a pezai konferencián megalakított Nemzeti Felszabadítási Mozgalom vezető testületébe, a főtanácsba, az 1943. márciusi labinoti konferencián pedig megerősítették politikai bizottsági tagságát. Ugyanezen a politikai gyűlésen Dishnica volt az, akinek a javaslatára Enver Hoxhát az Albán Kommunista Párt történetének első főtitkárává választották. Az 1943. júliusi labinoti konferencián Dishnica tagja lett az újonnan szervezett Nemzeti Felszabadítási Hadsereg vezérkarának is. A korabeli beszámolók a fiatal orvost – a szűkebb kommunista vezetés egyetlen felsőfokú végzettségű tagját – intelligens és sármos, jó képességű, rátermett tárgyalókészségű embernek írták le.
1943 augusztusában a rivális politikai erők körében is bizonyos tekintéllyel bíró Dishnica vezette azt a kommunista küldöttséget, amely aláírta a mukjei egyezmény néven ismert antifasiszta együttműködési szándéknyilatkozatot az ország függetlenségéért küzdő, rivális Nemzeti Fronttal. Nem sokkal később Dishnicát és Mukjéban megjelent társait a kommunista pártvezetés felelősségre vonta az egyezmény elfogadásáért – hivatkozásul az abban szereplő, a hivatalos kommunista irányvonaltól idegen nagy-albániai aspirációkra –, 1944. május 15-én pedig ki is zárták őt a politikai bizottságból. Kegyvesztett azonban nem lett, 1944 májusában a përmeti kongresszuson megalakított Nemzeti Felszabadítási Főtanács tagja lett.

### A kommunista hatalomátvétel után
A kommunista hatalomátvétel előestéjén, 1944. október 23-án alakított és 1946. március 21-éig hivatalban lévő ideiglenes nemzeti kormány – egyúttal Albánia történetének első – egészségügyi minisztere lett. 1946. március 25-étől 1947. július 12-éig a nemzetgyűlés elnöki tisztét látta el. Az 1947-es év tisztogatásai során azonban – az 1943-as mukjei egyezmény aláírására hivatkozva – tisztségeitől megfosztották, Koçi Xoxe kezdeményezésére pedig a pártból is kizárták, de bebörtönzésére ekkor még nem került sor.
Dishnica ezt követően visszavonult a közélettől, 1948-ban egy tiranai kórházban kapott orvosi állást, emellett tanított is. 1950. január 2-án családjával együtt Beratba internálták, ahol a Sigurimi szigorú ellenőrzése alatt kórházi orvosként folytatta életét, emellett a város közegészségügyi munkájának irányításában is részt vett. 1955-ben rendszerellenes izgatás és propaganda vádjával letartóztatták, és hat év börtönbüntetésre ítélték. Egy évvel később nagybátyja, Esat Dishnica közbenjárására szabadlábra került. 1995-ig Beratban élt, ekkor visszaköltözött az albán fővárosba, ahol kis idővel halála előtt egy második világháborús veteránszövetség vezetője lett.